# الأونطجية (فلم)
الأوننطجية، هو فيلم مصري انتج عام 1987، من بطولة سعيد صالح وسهير البابلي وصابرين وأحمد سلامة وعفاف شعيب ونادية السبع.

## ملخص القصة
ترفض عايدة زواج ابنها هشام من زوبة للفارق الاجتماعي بينهما ولكنه يتمسك بها. تمثل عايدة الجنون حتى يرضخ ابنها لرغبتها ويرتبط بابنة خالته ثناء التي تدرس في باريس. تلجأ للمشعوذ جنجل وشريكته بسيمة وتتفق معهما على عمل سحر للتفريق بين الحبيبين ومنع زواجهما. يتعاطف جنجل وبسيمة مع الحبيبين ويرسمان خطة مع هشام ليكشف خداع أمه، يأتي بالمأذون ليعقد قرانه على زوبة فتثور عايدة فيتأكد هشام من شفائها. ترضخ عايدة لرغبة ابنها وتبارك زواجه بزوبة.

## وصلات خارجية
- مقالات تستعمل روابط فنية بلا صلة مع ويكي بيانات